# Злой клоун
Злой клоун — архетип современной западной массовой культуры, отрицательный персонаж, являющийся олицетворением абсолютного зла и одетый в пёстрый костюм клоуна. Злой клоун в популярной культуре является искажением образа обычного клоуна, путём внесения элементов хоррора и чёрного юмора. Современный архетип злого клоуна был популяризирован романом Стивена Кинга «Оно». Персонаж играет на чувстве беспокойства, которое испытывают страдающие коулрофобией, боязнью клоунов.

## Происхождение
Современный архетип злого клоуна имеет неясное происхождение; подобные персонажи изредка появлялись в XIX веке в таких произведениях, как «Прыг-скок» Эдгара По который, по мнению Джека Моргана из Миссурийского университета науки и технологий, имеет под собой реальную основу — парижский бал-маскарад 28 января 1393 года («бал объятых пламенем»), на котором в результате трагической случайности едва не погиб король Карл VI и заживо сгорели несколько его придворных.
Злые клоуны появлялись также в драматическом искусстве, например, в пьесе Катюля Мендеса «Женщина из Табарина» (La femme de Tabarin, 1874) и опере Руджеро Леонкавалло «Паяцы». В обоих произведениях центральными персонажами являются клоуны-убийцы.
В 1970-х годах журнал National Lampoon опубликовал на своих страницах серию издевательских комиксов под названием «Злой клоун», в котором фигурировал злой титульный персонаж по имени Френчи Клоун. В том же десятилетии американский серийный убийца и насильник Джон Уэйн Гейси, арестованный в 1978 году, стал известен как Клоун-убийца, стало известно, что он выступал в роли Пого-клоуна на детских праздниках и других мероприятиях; однако Гейси не совершал своих преступлений в костюме клоуна.
В современной литературе образ злого клоуна впервые появляется в романе Стивена Кинга «Оно», опубликованном в 1986 году. Один из персонажей романа — монстр из иных измерений, который питается в основном детьми, заманивая их в виде Танцующего Клоуна Пеннивайза, а затем принимая форму того, чего жертва боится больше всего.
В конце XX века среди психически неуравновешенных людей распространилась особая фобия, получившая название коулрофобия (боязнь клоунов). Страх клоунов можно объяснить тем, что под маской из грима, ярким париком, нелепым нарядом может скрываться кто угодно, в том числе злодей. Людей пугает непредсказуемость и спонтанность действий клоуна, несуразность и угловатость движений, что подсознательно заставляет подозревать в нём психически нездорового человека. У других людей причиной коулрофобии является боязнь быть высмеянным перед публикой, так как клоуны во время представления часто вытаскивают зрителей на манеж и начинают над ними подшучивать. Дети начинают бояться клоунов после неудачного похода в цирк или после просмотра фильма ужасов с участием клоуна. Исследования, проведённые в Шеффилдском университете показали, что широко распространена неприязнь детей к клоунам. Дети находят клоунов пугающими и непонятными. Профессор Джозеф Дарвин из Калифорнийского университета в Нортридже отмечает, что скрытое гримом лицо клоуна заставляет воспринимать его как потенциальную угрозу, так как дети очень остро реагируют на контраст между привычными очертаниями фигуры и непривычными чертами лица. Эта естественная неприязнь к клоунам делает их эффективным средством в литературе и фантастике в качестве отрицательного персонажа.
Исследователь Бен Рэдфорд, который опубликовал книгу «Плохие клоуны» в 2016 году и считается экспертом по этому явлению, пишет, что, исторически клоуны рассматриваются как обманщики, однако они всегда контролируют ситуацию, высказывают своё мнение и все их проделки сходят им с рук. При написании книги «Плохие клоуны» Рэдфорд обнаружил, что профессиональные клоуны, как правило, не любят играть злых клоунов. Они рассматривают их как «гнилое яблоко в бочке, чей уродливый вид и запах вызывают подозрение у остальных», и не хотят поощрять или пропагандировать коулрофобию. Тем не менее, как обнаружил Рэдфорд, злые клоуны существовали на протяжении всей истории: Арлекин, королевский шут, мистер Панч. Рэдфорд утверждает, что злые клоуны обладают «способностью меняться со временем» и что современные злые клоуны превратились в интернет-троллей. Они могут не носить костюм клоуна, но, тем не менее, общаться с людьми для собственного развлечения, оскорбления, дразнить и говорить то, что они считают «правдой», так же как придворные шуты и «клоуны» используют «человеческие слабости» против своих жертв. Рэдфорд заявляет, что, хотя плохие клоуны пронизывают средства массовой информации в кино, на телевидении, в музыке, комиксах и т. д., «хорошие клоуны» превосходят по численности плохих. Исследования показывают, что большинство людей не боятся клоунов, а любят их, и что плохие клоуны являются «исключением, а не правилом».

## Интерпретации
Концепция злого клоуна связана с иррациональным страхом перед клоунами, известным как кулрофобия, неологизм, придуманный в контексте неформальных «списков фобий».
Критик Марк Дери теоретизировал о постмодернистском архетипе злого клоуна в произведении «Вскрытие сахарной ваты: деконструкция психоубийц-клоунов» (глава в его книге «Пиротехнический инсанатариум: американская культура на грани»).
Отслеживая образ сумасшедшего или девиантного клоуна в популярной культуре, Дери анализирует персонажа «Клоун Пого» серийного убийцы Джона Уэйна Гейси; непристойные клоуны нео- ситуационистского общества какофонии; Джокер (из фильмов о Бэтмене); гротескное искусство Р. К. Слоана; комедия Бобката Гольдвейта «Клоун Шейкс»; Призрачный клоун Скуби-Ду из серии «Бедлам в большом топе»; и Пеннивайз из «Оно» Стивена Кинга.
Используя теорию Михаила Бахтина о карнавалах, юнгианские и исторические труды об образах дурака в мифе и истории, а также размышления о смешении экстаза и страха в век информации, Дери утверждает, что злой клоун является иконой нашего времени, клоунов часто изображают как психопатов-убийц во многих американских домах с привидениями.
Вольфганг М. Цукер указывает на сходство между внешностью клоуна и культурными изображениями демонов и других адских существ, отмечая «белое как мел лицо [клоуна], на котором глаза почти исчезают, а рот расширяется до мерзкой величины, выглядит как маска смерти».
По словам профессора психологии Джозефа Дарвина из Университета штата Калифорния в Нортридже, маленькие дети «очень сильно реагируют на знакомый тип телосложения с незнакомым лицом». Исследователи, изучавшие фобию, считают, что существует некоторая корреляция с эффектом зловещей долины. Кроме того, поведение клоуна часто «трансгрессивно» (антисоциально), что может вызывать чувство беспокойства.

## Городские легенды и происшествия

### Убийство Марлен Уоррен
26 мая 1990 года в Веллингтоне, штат Флорида, Марлен Уоррен открыла входную дверь клоуну с цветами и воздушными шарами. Клоун выстрелил ей в лицо, уехал на белом «Крайслере лебароне» и больше его никто никогда не видел; Уоррен умерла два дня спустя. Её убийство оставалось нераскрытым до конца сентября 2017 года, когда полиция арестовала женщину по имени Шейла (Кин) Уоррен. Шейла Уоррен вышла замуж за вдовца Марлен Уоррен, Майкла Уоррена, в 2002 году.

### Наблюдения клоуна
Соответствующая городская легенда о наблюдениях злого клоуна в реальной жизни известна как «призрачные клоуны». Дети впервые заявили, что в 1981 году в Бруклайне (штат Массачусетс) мужчины, одетые как клоуны, пытались заманить их в фургон. Паника распространилась по всей территории США на Среднем Западе и Северо-востоке. Он появился в 1985 году в Фениксе, штат Аризона; в 1991 году в Вест-Оранж, Нью-Джерси; и 1995 в Гондурасе. Более поздние наблюдения включали Чикаго, штат Иллинойс, в 2008 году. Объяснения этого явления варьировались от книги Стивена Кинга «Оно» и преступлений серийного убийцы Джона Уэйна Гейси до моральной паники, вызванной одновременными страхами злоупотреблений сатанинского ритуала. Также имеется сходство с историей Гамельнского крысолова. В большинстве случаев сообщения делали дети, и ни один взрослый или полицейский не смогли подтвердить наблюдения.
В 2013 году персонажа, который стал известен как «клоун Нортгемптон», неоднократно видели молча стоящим в этом английском городе. В фильме трёх местных кинематографистов, Алекса Пауэлла, Эллиота Симпсона и Люка Убански, клоун из Нортгемптона, был внешне похож Пеннивайза из романа Стивена Кинга «Оно». Хотя слухи говорили, что у клоуна может быть нож, сам клоун опроверг эти слухи через социальные сети. В марте 2014 года Маттео Морони из Перуджи, Италия, владелец канала YouTube DM Pranks, начал одеваться как убийца-клоун и пугать ничего не подозревающих прохожих, его видео набирают сотни миллионов просмотров. В 2014 году во Франции, США и Германии поступили сообщения о новых жалобах на злых шутников-клоунов, возможно, вдохновлённых «Американской историей ужасов: Фрик-шоу».
В 2014 году «клоун Васко» привлек внимание социальных сетей в Калифорнии. Опять же, этот клоун имел сходство с Пеннивайзом, и было обнаружено, что публикации в социальных сетях были частью годичного фотографического проекта, проводимого женой художника. В Бейкерсфилде, штат Калифорния, сообщалось о «угрожающих» клоунах, некоторых с оружием. В июле 2015 года «жуткий» клоун был замечен на местном кладбище в Чикаго, где он терроризировал посетителей.
В 2016 году был ещё один всплеск таких наблюдений, в том числе в Гринвилле, Южной Каролине и Нью-Йорке.

## Реакция на злых клоунов в СМИ
В 2014 году организация Clowns of America International отреагировала на образ Твисти в «Американской истории ужасов» и злобных клоунов в СМИ вообще. Президент Гленн Кольбергер сказал: «Голливуд зарабатывает деньги на превращении нормы в сенсацию. Они могут взять любую ситуацию, независимо от того, насколько она хороша или чиста, и превратить её в кошмар. Мы не одобряем ни в коей мере ничего, что усиливает коулрофобию, или „боязнь клоунов“».

## В популярном искусстве
Современный архетип «злого клоуна» появился в 1980-х годах. В частности, он был популяризован в книге Стивена Кинга «Оно». На него, вероятно, повлиял Джон Уэйн Гейси и образ серийного убийцы в его книге «Клоун-убийца» в 1978 году. Этой же теме посвящена комедия-хоррор 1988 года «Клоуны-убийцы из космоса». Персонаж «Джокер» во франшизе «Бэтмен» был представлен в 1940 году и превратился в одного из самых узнаваемых и знаковых вымышленных персонажей в популярной культуре, лидирующего в рейтинге Wizard журнала «100 величайших злодеев всех времен» в 2006 году. Несмотря на то, что мультипликационный персонаж Клоун Красти, представленный в 1989 году в анимационном ситкоме «Симпсоны», — комичный, не страшный клоун, персонаж раскрывает темные стороны своей личности. В эпизоде «Симпсоны» «Первое слово Лизы» (1992) детский страх перед клоунами проявляется в форме очень молодого Барта, травмированного неудачно построенной кроватью в стиле клоуна Красти и неоднократно произносящего фразу «не могу спать, клоун съест меня…» Эта фраза вдохновила песню Элиса Купера в альбоме Dragontown (2001) и стала популярным мемом.
Американский рэп-дуэт Insane Clown Posse использовал эту тему с 1989 года и вдохновил группу Твисттид и других исполнителей на Psychopathic Records делать то же самое. Сайты, посвященные злым клоунам и страху перед клоунами, появились в конце 1990-х годов.
Британский фестиваль искусств и музыки Bestival отменил запланированную тему клоуна в 2006 году, после того как многие взрослые владельцы билетов связались с организаторами, выразив страх перед клоунами.
- Джокер, заклятый враг Бэтмена, основными чертами которого являются мелово-белая кожа, изумрудно-зеленые волосы, рубиново-красные губы и постоянная улыбка[26]. Он обычно изображается как вдохновитель преступлений, а также садист и психопат-убийца[27]. Персонаж также известен под несколькими псевдонимами, в том числе «Клоун, принц преступного мира»[28][29].
- В повестях Александра Волкова «Урфин Джюс и его деревянные солдаты» и «Огненный бог Марранов» фигурирует злой клоун Эот Линг.
- Группы Insane Clown Posse, Twiztid.
- В фильме «Театр страха» 2014 года режиссёром Эндрю Джонсом был показан убийца-клоун в исполнении Натана Хеда.
- В фильме «Полтергейст» 1982 года, снятом режиссёром Тобом Хупером и продюсером Стивеном Спилбергом, а также в одноимённом ремейке 2015 режиссёра Джила Кенана, изображена одержимая кукла-клоун[30][31][32].
- Пеннивайз (Оно), главный антагонист в романе ужасов Стивена Кинга 1986 года «Оно» и его телевизионной адаптации 1990 года, в котором его сыграл Тим Карри[33][34]. Билл Скарсгард сыграл его в экранизации 2017 года[35][36].
- В фильме 1988 года «Клоуны-убийцы из космоса», снятом братьями Чиодо, в качестве антагонистов выступают внеземные злобные клоуны[37][38].
- Основанная в 1987 году техасская группа Dangerous Toys в стиле Glam Metal/Hard Rock, поместила фигуру злого клоуна в свою иконографию и на обложку альбома.
- В 2009 году в комедийном фильме ужасов «Зомбиленд» изображен зомби-клоун.
- Фильм 1989 года «Клоунхаус», написанный и снятый Виктором Сальвой, рассказывает о братьях, на которых напали сбежавшие психически больные, одетые как клоуны[39].
- Самым известным злым клоуном в профессиональном рестлинге был Doink the Clown, персонаж, созданный в 1992 году профессиональным борцом Мэттом Осборном из Всемирной федерации рестлинга. Это был злой клоун-садист, прославившийся жестокими шутками по отношению к борцам и фанатам[40]. Позже в 1993 году атлет сменил образ.
- Violator, демон-злодей, фигурирующий в комиксах Spawn, опубликованных Image Comics, обычно изображается в виде «клоуна», лысеющего, грузного человека с синей маской[41].
- Малкольм, злой шут, был главным антагонистом в серии видеоигр «Легенда о Кирандии».
- В интерактивной драме-триллере 2010 года «Heavy Rain» представлен клоун, кажущийся доброжелательным, но таинственным и в некотором смысле вызывающим беспокойство, который ненадолго появляется во время игры.
- Sweet Tooth, персонаж из серии видеоигр Twisted Metal[42].
- Злой клоун по имени Psycho Clown, враг в видеоигре NARC.
- Клоун Джек, звезда праздника «Ужасные ночи Хэллоуина», который проводится в Universal Studios Florida, Universal Studios Hollywood, Universal Studios Singapore и Universal Studios Japan[43][44][45].
- Карнавал душ (1998)
- Клоун в полночь (1999)
- В фильме ужасов «Лагерь Крови», начиная с серии 1999 года, главным героем каждого фильма выступает клоун-убийца.
- Страх клоунов (2004)
- 100 слез (2007)
- Drive-Thru (2007)
- Печальная баллада для трубы (2010)
- Klown Kamp Massacre (2010)
- Gingerclown (2012)
- В фильме ужасов Killjoy главным противником является клоун-убийца-демон[46].
- Капитан Сполдинг, вульгарный клоун и серийный убийца, изображенный Сидом Хейгом в 2003 году в фильме Роба Зомби «Дом 1000 трупов» и его продолжении 2005 года «Отклонение дьявола»[47].
- В фильме 2007 года «100 слёз» изображен цирковой клоун по имени Герди (Джек Амос), который начинает убивать людей после того, как его ложно обвиняют в изнасиловании.
- В фильме антологии ужасов 2012 года «Бойся или умри» клоун укусил торговца наркотиками, и он сам начинает превращаться в клоуна-людоеда[48].
- В фильме «Стежки» 2012 года изображен выступающий на днях рождения клоун-убийца (Росс Нобл), который воскрес из мертвых, чтобы отомстить детям, которые способствовали его смерти[49].
- В фильме ужасов 2013 года «All Hallows' Eve» и фильме «Terrifier» 2018 года рассказывается об убийстве клоуна по имени Арт[50].
- Twisty the Clown, персонаж в сериале American Horror Story: Freak Show, снятый Джоном Кэрроллом Линчем[51].
- Zeebo, клоун из серии ужасов Nickelodeon «Ты боишься темноты?»
- Фильм ужасов 2014 года «Клоун», снятый Джоном Уоттсом (продюсер Элай Рот), рассказывает о человеке, который, найдя и надев костюм клоуна, попадает в проклятую кожу древнего нордического демона, известного как «клойн»[52][53].
- Фильм 2017 года «За сценой» был вдохновлен вирусными видео клоуна 2016 года[54][55][56].